# Sarah Rose Karr
Sarah Rose Karr (California, 13 de noviembre de 1984) es una actriz estadounidense.
Es más conocida por sus papeles de Emily Newton en Beethoven y en Beethoven's 2nd y por ser una alumna de parvulario en Kindergarten Cop con Arnold Schwarzenegger.

## Filmografía
- 1995, The Four Diamonds como Stacie Millard.
- 1993, Beethoven's 2nd, Emily Newton.
- 1991, Beethoven, Emily Newton.
- 1991, Father of the Bride, Annie Banks.
- 1990, Kindergarten Cop, Emma.